# Wilma Dias
Wilma Dias (Rio de Janeiro, 20 de abril de 1954 — Rio de Janeiro, 10 de abril de 1991) foi uma atriz e bailarina brasileira.

## Biografia
Nascida Wilma Dias Grunfeld, ela começou sua carreira como bailarina e na TV apareceu como a moça que saia dançando de dentro de uma banana descascada na abertura do programa humorístico "Planeta dos Homens", da TV Globo.
Em 1980 participou da primeira das três novelas que fez como atriz. Começou com um pequeno papel em As Três Marias na TV Globo e depois, na mesma emissora fez também O Amor É Nosso em 1981. Wilma Dias chegou a gravar um compacto em 1982 como cantora/sexy e chegou a ser apontada como mais uma rival para a cantora Gretchen. Sua música La Massagiste rivalizava com a música Massage for Men da cantora Sharon, lançada na mesma época, e que acabou vencendo a batalha das massagistas.
Em 1984 teria seu primeiro e único grande papel em novelas no SBT na novela Meus Filhos, Minha Vida.
Como atriz e bailarina fez também shows em casas noturnas com Abelardo Figueiredo e participou do programa "Cabaré do Barata", ao lado de Agildo Ribeiro na TV Manchete.
Na tarde do dia 10 de abril de 1991, Wilma começou a sentir dormência nas mãos, no apartamento de sua família no Leme, Rio de Janeiro, e foi levada ao Hospital São Lucas, em Copacabana, por sua irmã Selma para fazer um eletrocardiograma. Às 14:35 Wilma acabou falecendo de infarto do miocárdio uma hora e meia depois de ter chegado ao hospital. Seu corpo foi velado e sepultado no dia seguinte às 9 horas no Cemitério de São João Batista, em Botafogo.

## Filmografia
- Veja o Gordo (1989) - ela mesma  (Participação)
- Cabaré do Barata (1989-1991) - Diversas esquetes
- Os Trapalhões (1988) - ela mesma (participação)
- Senti Firmeza (1987) - vários personagens
- Cambalacho (1986) - ela mesma (Paticipação)
- Meus Filhos, Minha Vida (1984-1985) - Matilde
- Amor Maldito (1984) - Suely
- Profissão Mulher (1982) - Sandra
- O Amor É Nosso (1981) - recepcionista da empresa de Gilda (Tônia Carrero)
- Mulher Objeto (1981) - Lúcia
- As Três Marias (1980) -  Débora
- Os Trapalhões na Guerra dos Planetas (1978) - Loya
- Planeta dos Homens (1976) - Abertura